# Дельфо Кабрера
Дельфо Кабрера Го́мес (ісп. Delfo Cabrera Gómez; нар. 2 квітня 1919 — пом. 2 серпня 1981) — аргентинський легкоатлет, який спеціалізувався в бігу на довгі дистанції та марафонському бігу.

## Із життєпису
До занять бігом Кабреру надихнув переможний досвід співвітчизника Хуана Карлоса Сабали, олімпійського чемпіона-1932 у марафонському бігу.
Тріумфував на своєму першому великому міжнародному старті — марафонському забігу на Олімпіаді-1948. На наступних Іграх-1952 був шостим у марафонській дисципліні.
Чемпіон у марафоні на перших Панамериканських іграх (1951).
Чемпіон Південної Америки у бігу на 20 кілометрів (1949), напівмарафоні (1952) та 10 000 метрів (1952). Володар семи бронзових нагород південноамериканських континентальних першостей (1941—1949).
Закінчив виступи 1954 року невдовзі після шостого місця на Бостонському марафоні.
По завершенні спортивної кар'єри працював вчителем з фізичного виховання.
Трагічно загинув у автомобільній аварії.

## Основні міжнародні виступи
| Рік  | Змагання                    | Місто          | Місце | Дисципліна | Примітки         |
| ---- | --------------------------- | -------------- | ----- | ---------- | ---------------- |
| 1941 | Чемпіонат Південної Америки | Буенос-Айрес   | 3     | 3000 м     |                  |
| 1943 | Чемпіонат Південної Америки | Сантьяго       | 3     | 3000 м     |                  |
| 1943 | 3                           | 5000 м         |       |            |                  |
| 1943 | 3                           | 10000 м        |       |            |                  |
| 1945 | Чемпіонат Південної Америки | Монтевідео     | 3     | 3000 м     |                  |
| 1945 | 4                           | 5000 м         |       |            |                  |
| 1947 | Чемпіонат Південної Америки | Ріо-де-Жанейро | 3     | 3000 м     |                  |
| 1947 | 3                           | 10000 м        |       |            |                  |
| 1948 | Олімпійські ігри            | Лондон         | 1     | марафон    | Відео на YouTube |
| 1949 | Чемпіонат Південної Америки | Ліма           | 4     | 5000 м     |                  |
| 1949 | 1                           | 20 км          |       |            |                  |
| 1951 | Панамериканські ігри        | Буенос-Айрес   | 1     | марафон    |                  |
| 1952 | Чемпіонат Південної Америки | Буенос-Айрес   | 1     | 10000 м    |                  |
| 1952 | 1                           | напівмарафон   |       |            |                  |
| 1952 | Олімпійські ігри            | Гельсінкі      | 6     | марафон    |                  |
| 1954 | Бостонський марафон         | Бостон         | 6     | марафон    |                  |